# Ugo Betti
Ugo Betti (ur. 4 lutego 1892 w Camerino, zm. 9 czerwca 1953 w Rzymie) – włoski pisarz i poeta, tworzył głównie dramaty o problematyce moralnej, a także poezje refleksyjne i opowiadania.

## Dzieła
- Il re pensieroso (1922)
- La Padrona (1926)
- Frano allo scalo nord (1936)
- Il cacciatore di anitre (1940)
- Il diluvio (1943)
- Spiritismo nell'antica casa (1944)
- Trąd w pałacu sprawiedliwości (Corruzione al Palazzo di Giustizia) (1944-1945)
- Delitto all'isola delle capre (1946)
- Ispezione (1947)
- Aque turbate (1948)
- La regina e lgli insorti (1949)
- L'aiuola bruciata (1952)
- La Fuggitiva (1953)